# Écouflant
Écouflant település Franciaországban, Maine-et-Loire megyében. Lakosainak száma 4614 fő (2022. január 1.). Écouflant Angers, Briollay, Cantenay-Épinard, Saint-Barthélemy-d’Anjou, Verrières-en-Anjou, Soulaire-et-Bourg és Rives-du-Loir-en-Anjou községekkel határos.

## Népesség
A település népességének változása:
| Lakosok száma | 888  | 3233 | 3361 | 3738 | 3798 | 3983 | 4159 | 4394 | 4454 | 4614 |
|               | 1968 | 1982 | 1990 | 2006 | 2013 | 2015 | 2017 | 2019 | 2020 | 2022 |